# Данн, Лин
Лин Данн (англ. Lin Dunn; род. 10 мая 1947 года в Дрездене, Теннесси, США) — американский баскетбольный тренер, которая в настоящее время работает генеральным менеджером «Индианы Фивер». Ранее кроме работы тренером студенческих команд также работала в Женской национальной баскетбольной ассоциации в клубах «Сиэтл Шторм» и «Индиана Фивер».

## Биография
Данн получила образование в Университете Теннесси в Мартине. По окончании обучения она стала работать тренером женских студенческих баскетбольных команд. С 1970 по 1976 год она работала в Государственном университете Остина Пи, с 1977 по 1978 год в университете Миссисипи, с 1978 по 1987 год в Университете Майами, а с 1987 по 1996 год в Университете Пердью. За это время она семь раз выводила свои команды в турнир NCAA, а в 1994 году дошла до Финала четырёх. За её достижения она была включена в спортивные залы славы университета Майами и Остина Пи. С 1984 по 1985 год она также была президентом Ассоциации женских баскетбольных тренеров.
В 1996 году она заняла пост главного тренера клуба Американской баскетбольной лиги «Портленд Пауэр», а в 1998 году завоевала титул тренера года АБЛ. В 2000 году она стала первым тренером и генеральным менеджером клуба ЖНБА «Сиэтл Шторм». В Сиэтле Данн стала любимицей публики и многие даже приходили в её масках на матчи «Шторм» и цитировали ей высказывания. Лин покинула Сиэтл в 2002 году, незадолго до того, как команда усилилась звёздами Лорен Джексон и Сью Бёрд, а вскоре после её ухода завоевала титул чемпиона ЖНБА.
В 2004 году она вошла в тренерский штаб «Индианы Фивер», вначале как помощник тренера, а с 2008 году уже как главный тренер. В 2012 году она привела «Фивер» к титулу чемпиона лиги.
6 мая 2014 года Данн завершила тренерскую карьеру. 14 июня этого же года она была включена в Женский баскетбольный зал славы.
24 мая 2016 года было объявлено, что Данн станет помощником тренера женской баскетбольной команды Кентуккийского университета «Кентукки Уайлдкэтс», а в 2017 году её контракт продлили ещё на один год.